# Baruunbüren
Baruunbüren (mongoliska: Баруунбүрэн Сум, Баруунбүрэн, Baruunbüren Sum) är ett distrikt i Mongoliet.   Det ligger i provinsen Selenga, i den centrala delen av landet, 220 km nordväst om huvudstaden Ulaanbaatar.